# Wendens Ambo
Wendens Ambo – wieś i civil parish w Anglii, w hrabstwie Essex, w dystrykcie Uttlesford. Leży 36 km na północny zachód od miasta Chelmsford i 60 km na północny wschód od Londynu. W 2011 roku civil parish liczyła 473 mieszkańców.